# Alle kleuren (single)
Alle kleuren is de eerste single van het album Alle kleuren van de Vlaamse meidengroep K3. De single kwam uit in 2000.
In de Vlaamse Ultratop 50 en Vlaamse Radio 2 Top 30 kwam de single tot een tweede plaats. Het was een van de tien meest verkochte singles van 2000 in Vlaanderen. K3 won met het nummer ook de Radio 2 Zomerhit dat jaar. De hoogste positie in de Nederlandse Single Top 100 was plaats nummer 33. Het nummer stond 12 weken in de lijst.

## Tracklist
1. Alle kleuren (3:38)
2. Alle kleuren (instrumentaal) (3:38)

## Hitnoteringen

### NederlandseSingle Top 100
| Hitnotering: 04-08-2000 t/m 20-10-2001 | Hitnotering: 04-08-2000 t/m 20-10-2001 | Hitnotering: 04-08-2000 t/m 20-10-2001 | Hitnotering: 04-08-2000 t/m 20-10-2001 | Hitnotering: 04-08-2000 t/m 20-10-2001 | Hitnotering: 04-08-2000 t/m 20-10-2001 | Hitnotering: 04-08-2000 t/m 20-10-2001 | Hitnotering: 04-08-2000 t/m 20-10-2001 | Hitnotering: 04-08-2000 t/m 20-10-2001 | Hitnotering: 04-08-2000 t/m 20-10-2001 | Hitnotering: 04-08-2000 t/m 20-10-2001 | Hitnotering: 04-08-2000 t/m 20-10-2001 | Hitnotering: 04-08-2000 t/m 20-10-2001 | Hitnotering: 04-08-2000 t/m 20-10-2001 |
| Week:                                  | 1                                      | 2                                      | 3                                      | 4                                      | 5                                      | 6                                      | 7                                      | 8                                      | 9                                      | 10                                     | 11                                     | 12                                     |                                        |
| -------------------------------------- | -------------------------------------- | -------------------------------------- | -------------------------------------- | -------------------------------------- | -------------------------------------- | -------------------------------------- | -------------------------------------- | -------------------------------------- | -------------------------------------- | -------------------------------------- | -------------------------------------- | -------------------------------------- | -------------------------------------- |
| Positie:                               | 47                                     | 39                                     | 35                                     | 33                                     | 38                                     | 43                                     | 48                                     | 58                                     | 61                                     | 69                                     | 71                                     | 72                                     | uit                                    |

### VlaamseUltratop 50
| Hitnotering: 01-07-2000 t/m 04-11-2000 | Hitnotering: 01-07-2000 t/m 04-11-2000 | Hitnotering: 01-07-2000 t/m 04-11-2000 | Hitnotering: 01-07-2000 t/m 04-11-2000 | Hitnotering: 01-07-2000 t/m 04-11-2000 | Hitnotering: 01-07-2000 t/m 04-11-2000 | Hitnotering: 01-07-2000 t/m 04-11-2000 | Hitnotering: 01-07-2000 t/m 04-11-2000 | Hitnotering: 01-07-2000 t/m 04-11-2000 | Hitnotering: 01-07-2000 t/m 04-11-2000 | Hitnotering: 01-07-2000 t/m 04-11-2000 | Hitnotering: 01-07-2000 t/m 04-11-2000 | Hitnotering: 01-07-2000 t/m 04-11-2000 | Hitnotering: 01-07-2000 t/m 04-11-2000 | Hitnotering: 01-07-2000 t/m 04-11-2000 | Hitnotering: 01-07-2000 t/m 04-11-2000 | Hitnotering: 01-07-2000 t/m 04-11-2000 | Hitnotering: 01-07-2000 t/m 04-11-2000 | Hitnotering: 01-07-2000 t/m 04-11-2000 | Hitnotering: 01-07-2000 t/m 04-11-2000 | Hitnotering: 01-07-2000 t/m 04-11-2000 |
| Week:                                  | 1                                      | 2                                      | 3                                      | 4                                      | 5                                      | 6                                      | 7                                      | 8                                      | 9                                      | 10                                     | 11                                     | 12                                     | 13                                     | 14                                     | 15                                     | 16                                     | 17                                     | 18                                     | 19                                     |                                        |
| -------------------------------------- | -------------------------------------- | -------------------------------------- | -------------------------------------- | -------------------------------------- | -------------------------------------- | -------------------------------------- | -------------------------------------- | -------------------------------------- | -------------------------------------- | -------------------------------------- | -------------------------------------- | -------------------------------------- | -------------------------------------- | -------------------------------------- | -------------------------------------- | -------------------------------------- | -------------------------------------- | -------------------------------------- | -------------------------------------- | -------------------------------------- |
| Positie:                               | 35                                     | 18                                     | 10                                     | 5                                      | 3                                      | 3                                      | 2                                      | 2                                      | 3                                      | 3                                      | 3                                      | 3                                      | 5                                      | 8                                      | 12                                     | 16                                     | 28                                     | 37                                     | 40                                     | uit                                    |

### VlaamseRadio 2 Top 30
| Hitnotering: 08-07-2000 t/m 21-10-2000 | Hitnotering: 08-07-2000 t/m 21-10-2000 | Hitnotering: 08-07-2000 t/m 21-10-2000 | Hitnotering: 08-07-2000 t/m 21-10-2000 | Hitnotering: 08-07-2000 t/m 21-10-2000 | Hitnotering: 08-07-2000 t/m 21-10-2000 | Hitnotering: 08-07-2000 t/m 21-10-2000 | Hitnotering: 08-07-2000 t/m 21-10-2000 | Hitnotering: 08-07-2000 t/m 21-10-2000 | Hitnotering: 08-07-2000 t/m 21-10-2000 | Hitnotering: 08-07-2000 t/m 21-10-2000 | Hitnotering: 08-07-2000 t/m 21-10-2000 | Hitnotering: 08-07-2000 t/m 21-10-2000 | Hitnotering: 08-07-2000 t/m 21-10-2000 | Hitnotering: 08-07-2000 t/m 21-10-2000 | Hitnotering: 08-07-2000 t/m 21-10-2000 | Hitnotering: 08-07-2000 t/m 21-10-2000 | Hitnotering: 08-07-2000 t/m 21-10-2000 |
| Week:                                  | 1                                      | 2                                      | 3                                      | 4                                      | 5                                      | 6                                      | 7                                      | 8                                      | 9                                      | 10                                     | 11                                     | 12                                     | 13                                     | 14                                     | 15                                     | 16                                     |                                        |
| -------------------------------------- | -------------------------------------- | -------------------------------------- | -------------------------------------- | -------------------------------------- | -------------------------------------- | -------------------------------------- | -------------------------------------- | -------------------------------------- | -------------------------------------- | -------------------------------------- | -------------------------------------- | -------------------------------------- | -------------------------------------- | -------------------------------------- | -------------------------------------- | -------------------------------------- | -------------------------------------- |
| Positie:                               | 18                                     | 10                                     | 5                                      | 3                                      | 3                                      | 2                                      | 2                                      | 3                                      | 3                                      | 3                                      | 3                                      | 5                                      | 8                                      | 12                                     | 16                                     | 28                                     | uit                                    |